# Gewesten van België
Het gewest is een gebiedsgebonden overheid in België. Het kan gezien worden als een deelstaat of regio en vormt naast de gemeenschappen de eerste decentrale laag in de bestuurlijke indeling van België. De gewestelijke overheid wordt ook wel de regionale overheid genoemd.
In tegenstelling tot de deelstaten in (andere) federaties zijn de gewesten in België alleen bevoegd voor zogenaamde plaatsgebonden aangelegenheden, zoals ruimtelijke ordening en stedenbouw, economie, werkgelegenheid, landbouw, openbare werken, vervoer (gedeeltelijk), buitenlandse handel, gemeente- en provinciewet.
Zaken die direct te maken hebben met de inwoners, de zogenaamde persoonsgebonden aangelegenheden (bijvoorbeeld onderwijs en cultuur), vallen onder de bevoegdheid van de gemeenschappen.

Kaart van de gewesten van België

Ieder gewest kan over deze toegekende materies autonoom beslissen (los van de federale overheid). De wetgevende macht in een gewest is de (gewest)raad, die bij rechtstreekse verkiezingen wordt verkozen. De uitvoerende macht in een gewest is de (gewest)regering. De Vlaamse Gemeenschap en het Vlaams Gewest werden zowel voor de wetgevende als voor de uitvoerende macht samengevoegd: zo ontstonden het Vlaams Parlement en de Vlaamse regering.
Het grondgebied van België is onderverdeeld in de volgende gewesten:
- Geel/Groen: Vlaams Gewest: vijf provincies met in totaal 300 gemeenten
- Rood: Waals Gewest: vijf provincies met in totaal 262 gemeenten
- Blauw: Brussels Hoofdstedelijk Gewest: 19 gemeenten (geen provincie)

Het Vlaams en Waals Gewest bestaan sinds de grondwetswijziging van 1980, die wordt gezien als het echte startschot van het federalisme in België. In feite begon de decentralisatie vroeger, namelijk met de creatie van de cultuurgemeenschappen (later de gemeenschappen), bij de eerste staatshervorming in 1970. België werd echter slechts in 1993 officieel een federatie.
Het Brussels Hoofdstedelijk Gewest bestaat sinds de grondwetswijziging van 1988, beide elementen in de naam geven het compromis weer tussen de Vlaamse visie op Brussel als een federaal bestuurde hoofdstad en de Franstalige visie als een volkomen gelijkwaardig gewest. Brussel heeft in de praktijk verregaande gewestelijke bevoegdheden die evenwel onder federale voogdij blijven vallen; het Vlaams en Waals gewest daarentegen bezitten voor gewestelijke bevoegdheden constitutionele autonomie.